# Gornja Čemernica
Gornja Čemernica est une localité de Croatie située dans la municipalité de Gvozd, comitat de Sisak-Moslavina. Au recensement de 2011, elle comptait 142 habitants.